# Philippe de Monte
Philippe de Monte (né en 1521 à Malines (Belgique) et mort le 4 juillet 1603 à Prague) est un compositeur flamand de la Renaissance. Il a surtout  composé de la musique religieuse.
Il est aussi connu sous les noms Filippo di Monte, Philippus Monte et Philippus de Monte.

## Biographie
Après une formation musicale à la cathédrale Saint-Rombaut de Malines, où il est enfant de chœur, il se rend en Italie – une destination commune pour un jeune compositeur flamand au XVIe siècle – où il se fait un nom comme compositeur, chanteur et professeur.  Il vit et travaille surtout à Naples pendant un certain temps, puis à Rome. Il gagne ensuite l'Angleterre où il s'installe de 1554 à 1555, pendant le règne de la reine Marie Ire.
En 1568, Monte est nommé comme successeur de Jacobus Vaet au poste de maître de chapelle de Maximilien II du Saint-Empire. Il parvient à recruter de nouveaux musiciens pour la chapelle, et Roland de Lassus lui-même note la qualité étonnante de la musique à Vienne juste deux ans après l'arrivée de Monte à son poste. Au cours de ses dix premières années à la cour impériale, Monte est également professeur.
La plus grande partie de sa musique est publiée à Venise sous la direction de Gardano, éditeur exclusif de Monte en Italie.

## Œuvres
- Une quarantaine de messes, des litanies, des odes, des motets et un Magnificat.
- Musique profane : madrigaux, chansons et livret de sonnets de Ronsard.

## Discographie
- Philippe de Monte, Mass si Ambulavero & motets, The Choir of New College Oxford, Edward Higginbottom, CRD 3520 (2002)
- Alexander Utendal et Philippus de Monte, Motets, Capilla Flamenca et Oltremontano, Passacaille 937 (2002)
- Philippe de Monte, Cinquecento, Hyperion CDA67658 (2008)
- Amorisi Pensieri, œuvres de Philippe de Monte, Jean Guyot, Jacobus Vaet et Jacob Regnard, Cinquecento, Hyperion CDA68053 (2014)

## Sources
- Notice sur la Bibliothèque nationale de France